# Troc Vélo
Troc Vélo  est un site web français de petites annonces, fondé en 2004 par un couple de pratiquants spécialisé dans la revente de vélos, de pièces, de composants et d'équipements vélo d'occasion entre particuliers.
Comme le site Le Bon Coin, Troc Vélo permet de vendre sans frais en local. Le site propose également des fonctionnalités payantes communes aux sites de petites annonces (paiement sécurisé, livraison, options de mise en avant des annonces).
En 2021, Troc Vélo est racheté par Alltricks, fondée par Gary Anssens.

## Historique
Troc Vélo est créé en 2004 par Frédéric et Sophie, un couple de pratiquants. Le site héberge des petites annonces autour du vélo pour vendre et échanger leur matériel et équipement vélo avec d'autres pratiquants.
En 2021, Alltricks rachète Troc Vélo,,.